# 蒲与路故城遗址
蒲与路故城遗址，为金代蒲与路的遗址，位于中国黑龙江省克东县，1988年公布为中华人民共和国国务院认定的第三批全国重点文物保护单位。1930年首次调查，1970年代进行发掘。椭圆形平面，周长2850米。1947年曾出土“蒲峪路印”，篆书阳文，现仅存印模。